# Пожар у кафићу Лаунџ у Новом Саду
 Пожар у кафићу Лаунџ у Новом Саду догодио се 17. фебруара 2008. године у Змај Јовиној 10. Страдало је осам људи старости између 19. и 23. године, а двоје је повређено. 

## Опште информације
Пожар у кафићу избио је око 2.00, а у том тренутку се у њему налазило једанаест особа. Дојава о пожару стигла је у 2.05 минута, а припадници ватрогасне бригаде Нови Сад стигли су на лице места за минут и 30 секунди, док је акција локализовања и гашења пожара трајала око 40 минута.
На лицу места живот је изгубило седам људи, двоје повређено, Александар Антић (25) и Маја Миликшић (21), док је Владан Драговић (23) преминуо наредног дана од последица пожара на Клиничком центру Војводине. Преживели су према изјави медија искочили кроз прозор кафића који је имао више нивоа, а налазио се у поткровљу зграде.
Пожар је подметнуо тада двадесетогодишњак Милош Малешев, који је био избачен из кафића, а у који се вратио. Малешев је запалио јамболију којом је био обложен зид изнад степеништа, а вештаци су утврдили да је у тренутку изазивања пожара имао 3,2 промила алкохола у крви.
За изазивање пожара Малешев је осуђен на дванаест година затвора, док су сувласници локала Тамаш Колар и Срђан Бован осуђени на по седам година затвора. Због помогања Малешеву у изазивању пожара на затворску казну од две године осуђен је и Бојан Кулачанин.
У сећање на страдале у Змај Јовиној улици у Новом Саду направљена је спомен-плоча.

## Жртве
- Мирјана Пекић (23. год) из Новог Сада[4]
- Милош Пекић (19. год) из Новог Сада
- Милена Колунџић (23. год) из Новог Сада
- Бранка Саковић (23. год) из Новог Сада
- Борис Бјекић (23. год) из Ветерника, Нови Сад
- Душица Куглаш (23. год) из Ваљева
- Марија Гаврчанић (23. год) из Кикинде
- Владан Драговић (22. год) из Савиног Села